# Josh Winckowski
Joshua Michael Winckowski (Toledo, Ohio, 28 de junio de 1998), más conocido como Josh Winckowski, es un jugador profesional estadounidense de béisbol que se desempeña en la posición de lanzador en Boston Red Sox, equipo de las Grandes Ligas de Béisbol (MLB).

## Carrera
En 2022, Winckowski hizo su debut en la MLB con el equipo Boston Red Sox, donde lleva jugando tres temporadas.